# Albavilla
Albavilla (bis 1928 Villalbese) ist eine italienische Gemeinde der Provinz Como in der Lombardei. Der Ort hat 6396 Einwohner (Stand 31. Dezember 2023) auf einer Fläche von 10,55 km².

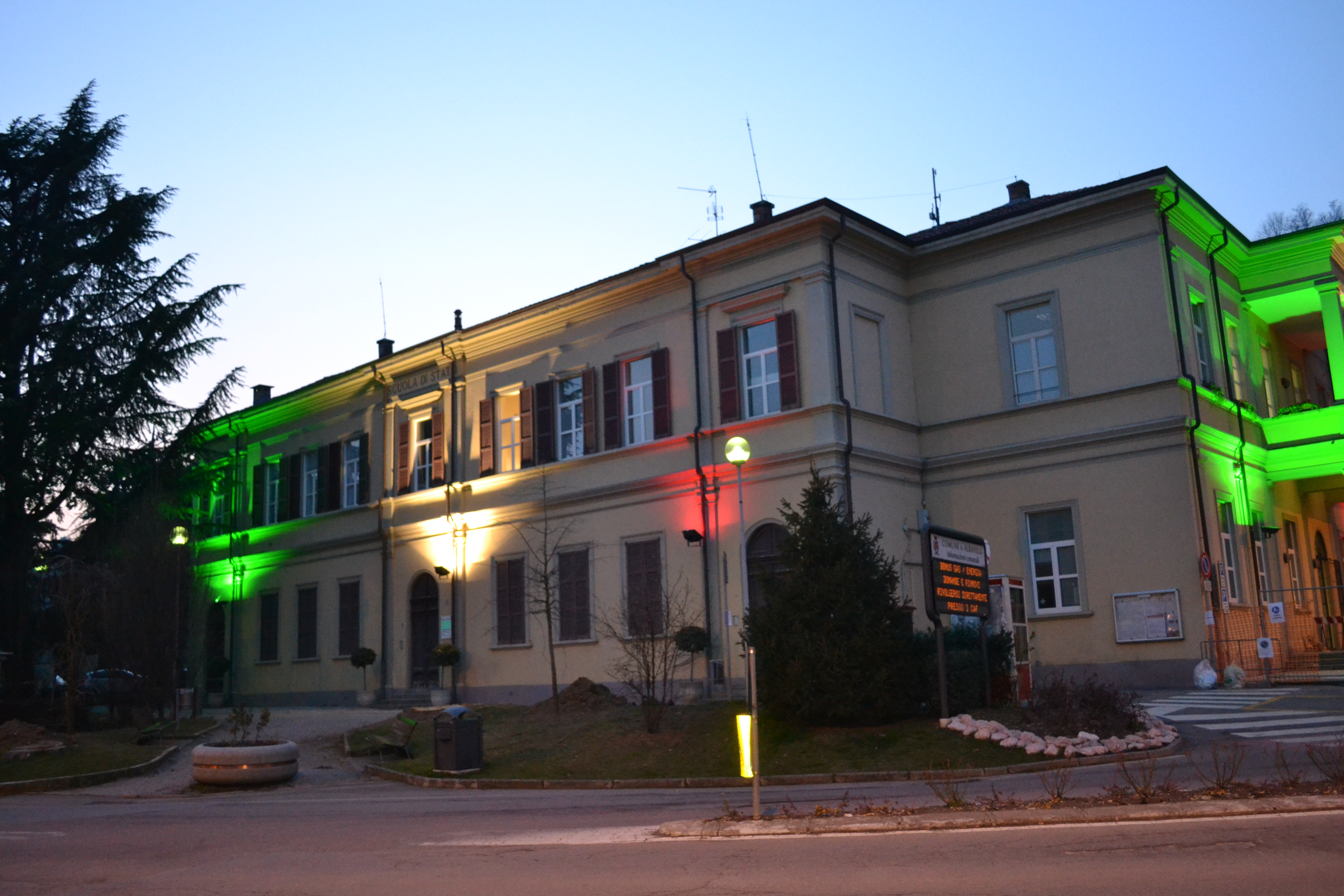
Rathaus

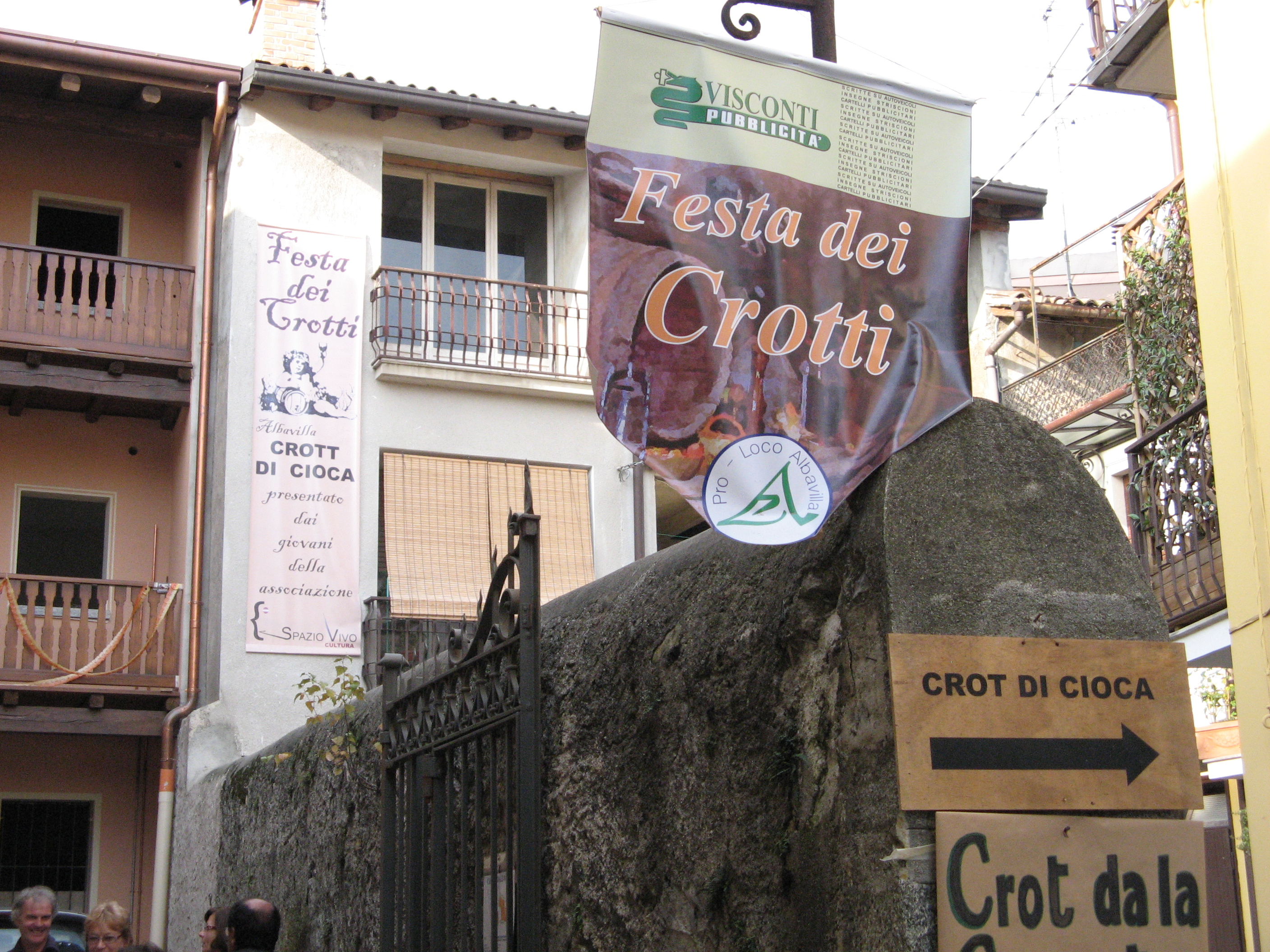
Festa dei Crotti

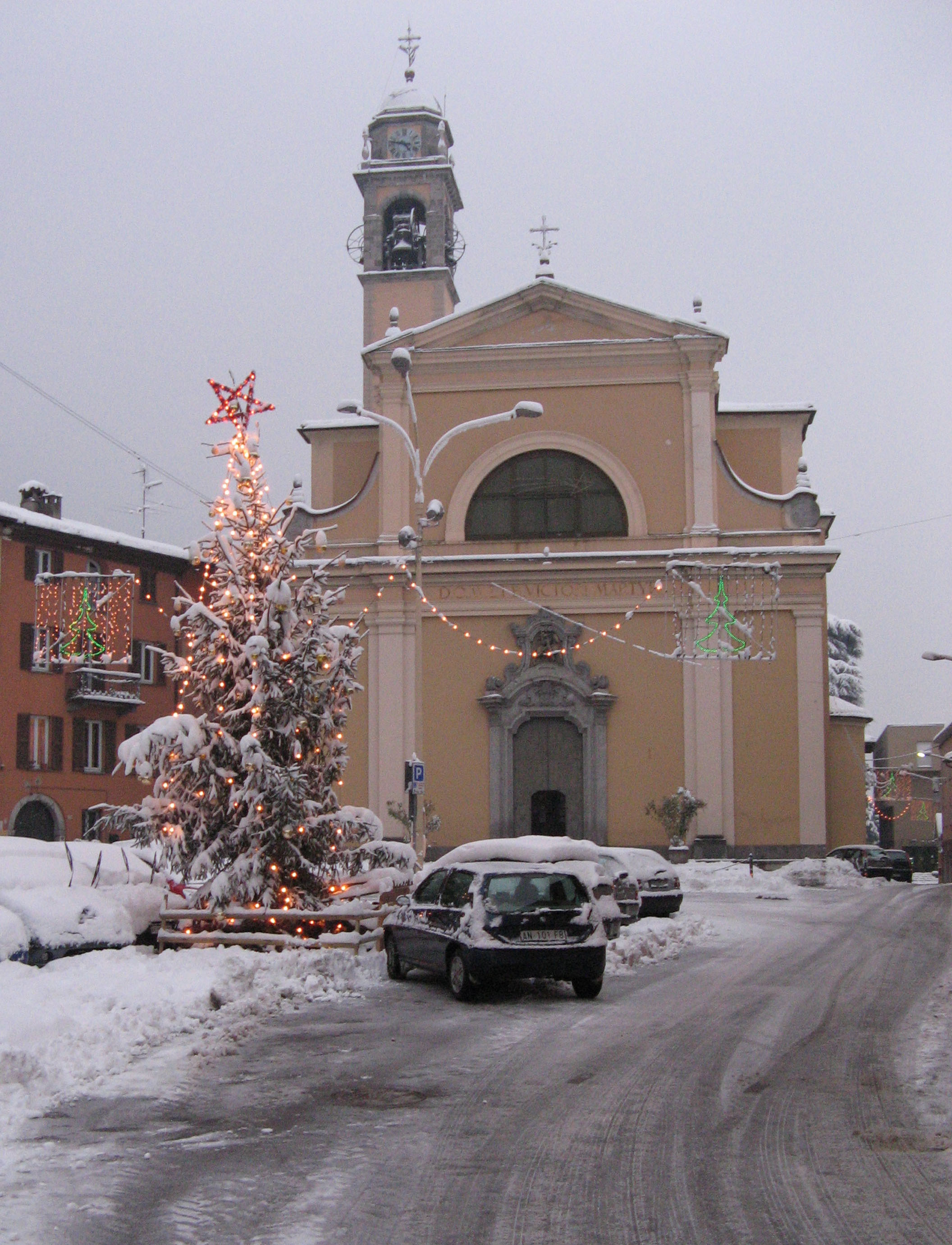
Pfarrkirche San Vittore

## Lage und Einwohner
Albavilla liegt in der Landschaft der Brianza, 37 km nördlich von Mailand und 8 km östlich von Como im sogenannten Dreieck des Comer Sees (Triangolo Lariano) zwischen Como und Lecco. Zur Gemeinde Albavilla gehören die Ortsteile (Frazioni) Carcano, Corogna, Vill’Albese, Molena und Saruggia. Der tiefste Punkt des Ortes liegt auf 260 m s.l.m. am Lago di Alserio, der höchste ist der Monte Bollettone (1320 m s.l.m.).
Die Nachbargemeinden sind Albese con Cassano, Alserio, Erba, Faggeto Lario, Monguzzo und Orsenigo. 

## Geschichte

### Vorgeschichte und Antike
Das Gebiet ist mindestens seit dem Neolithikum besiedelt. An den Ufern der benachbarten Seen (Lago di Pusiano, Lago di Alserio, Lago di Montorfano) wurden Reste von Pfahlbauten ausgegraben. Um 1200 v. Chr. breitete sich die keltische Golasecca-Kultur aus. Von Norden einwandernde Kelten verschmolzen mit der ansässigen Bevölkerung zu den (zisalpinen) Galliern; 203 bis 41 v. Chr. war die Gegend Bestandteil der Provinz Gallia cisalpina des Römischen Reiches und wurde danach fester Bestandteil des römischen Kernlandes. Eine Römerstraße verband Como mit Lecco, Bergamo und Brescia. Aus der Römerzeit gibt es eine große Anzahl archäologischer Funde. Der Historiker Andrea Alciato (1492–1550) ortete in Albavilla die Villa Alsium, Wohnsitz des Generals Lucius Virginius Rufus. Der Namensbestandteil „Villa“ weist auf den Charakter Albavillas als Ort ländlicher Wohnsitze und der Sommerfrische hin.

### Mittelalter
Mit dem Zerfall des Römischen Reichs begann der Einfall wandernder Völker aus dem Norden und Osten: Franken, Alemannen, Goten, ab dem 5. Jh. Westgoten, Wandalen und Hunnen. Die Bevölkerung floh auf die Berge und in die Bergtäler. Berichtet wird von einer großen Hungersnot im Jahr 568 n. Chr. Die Langobarden zogen im Jahr 568 unter König Alboin nach Oberitalien, ihr Reich endete 774, als es Karl der Große besiegte. In der Folge teile Albavilla die Geschicke Mailands und der Lombardei. Die Langobarden teilten das Gebiet in fünf Grafschaften (Contadi) auf; Albavilla gehörte zur Pfarre (Pieve) Incino, einer der Pfarren des Contado Martesana. Die Unterteilung in Pfarrsprengel dauerte bis 1786, als unter österreichischer Herrschaft die Verwaltung neu geordnet wurde.
Nach der Thronbesteigung Friedrich Barbarossas 1152 schlug sich die Bevölkerung der Martesana gegen die Mailänder auf Barbarossas Seite. Mailändische Truppen eroberten zunächst das Gebiet um Carcano (heute Ortsteil von Albavilla), aber Barbarossa kam den Bundesgenossen zu Hilfe und brachte 1160 den Mailändern in der Schlacht von Carcano eine schwere Niederlage bei. Dann wechselte das Kriegsglück wieder, und im Frieden von Konstanz 1183 fiel die Martesana an Mailand. Dabei blieb es unter der Herrschaft der Visconti und der Sforza.

### Neuzeit und Risorgimento
Die spanische Herrschaft im 16. Jahrhundert brachte mit schwer lastenden Abgaben einen wirtschaftlichen Niedergang, der durch Hungersnöte, Kriege und Pestepidemien (1576, 1577 und 1630) verstärkt wurde. Der Spanische Erbfolgekrieg brachte Oberitalien (mit Unterbrechungen) bis 1859 unter österreichische Herrschaft. Steuererleichterungen und effiziente Verwaltung verschafften der Landwirtschaft und dem Handel einen Aufschwung, insbesondere unter Maria Theresia. Albavilla verdoppelte von 1727 bis 1760 seine Bevölkerung. In der ersten Hälfte des 19. Jh. wird das Verkehrsnetz erheblich verbessert. Im Vorfrieden von Villafranca (1859) kam das Gebiet zu Italien. Albavilla entwickelte sich vom Bauerndorf zu einem Handelszentrum und Standort der Seidenindustrie.

### 20. Jahrhundert
In den 1930er Jahren wurde das Wasserleitungsnetz modernisiert, mit Autobussen und der Straßenbahn Como-Erba werden neue Verkehrsverbindungen geschaffen. Bereits 1880 war die Eisenbahnlinie Milano-Erba eröffnet worden. Die Krise der Seidenindustrie führte zur Schließung der historischen Seidenspinnereien (Civati, Rejna, Porro, Borselli, Giobbia, Feloy und zuletzt Dubini), heute lebt Albavilla von metallverarbeitenden Betrieben, Textilindustrie, Gärtnereien, Möbelindustrie und dem Dienstleistungssektor.

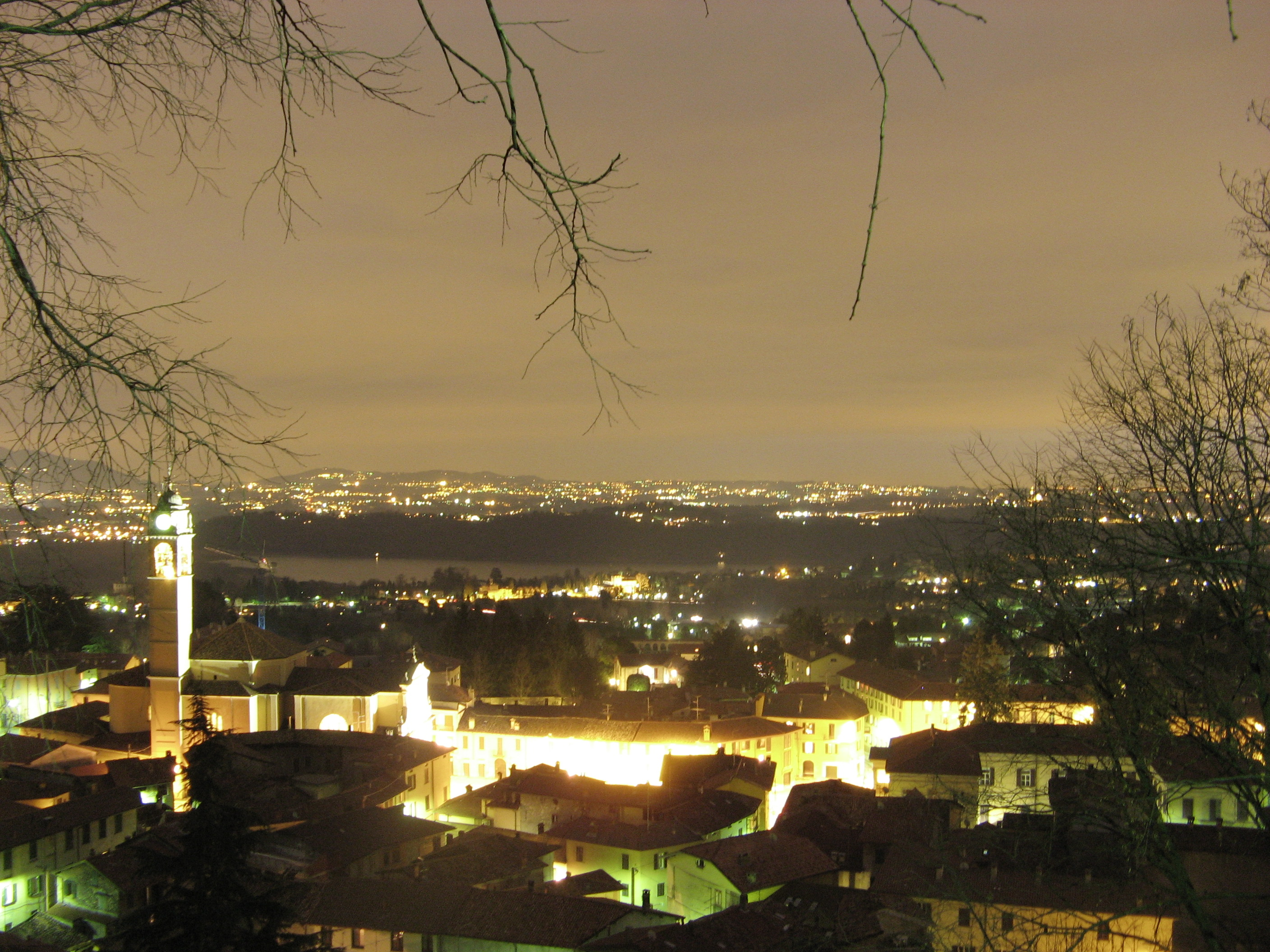

## Sehenswürdigkeiten

### Gebäude
- Pfarrkirche San Vittore martire. 1727 wurde die alte Pfarrkirche durch einen Neubau ersetzt, der Campanile erhielt eine neue Position. Bei einer späteren Erweiterung 1914–1917 wurden noch vorhandene Bauteile der alten Kirche abgerissen und der Campanile wieder auf die ursprüngliche Position auf der Bergseite versetzt. Sein Geläute besteht aus acht Glocken, gegossen 1950 von der Gießerei Barigozzi (Mailand). Die Glocken sind für die speziellen Läutetechniken des Ambrosianischen Ritus eingerichtet.[2]
- Romanisches Oratorium der Heiligen Cosma und Damiano im Weiler Corogna, Ende des 14. Jh. Einschiffiges Langhaus mit halbrunder Apsis, flankiert von dem eindrucksvollen mittelalterlichen Glockenturm. Restaurierungen in den Jahren 1977 und 1983 haben das ursprüngliche Aussehen der Fassade mit Sichtmauerwerk wiederhergestellt und zwei zugemauerte Apsisfenster wieder geöffnet.[3]
- Oratorium San Lorenzo martire im Ortsteil Saruggia[4]
- Herrschaftliche Villen: Die ältesten sind Villa Pina, Villa Giamminola, ehemaliger Sitz des Rathauses, Villa Giobbia (heute ein Kindergarten), Villa Dubini und andere.

### Touristische Ziele
- Die Crotti sind Kavernen in den Kalksteinhängen, die mit ihrer konstanten Temperatur von 12° bis 14° der Landwirtschaft als ideale Vorratskeller dienen. Im Gebiet von Albavilla gibt es 34 Crotti.
- Die „Alpe del Viceré“ ist ein Plateau, das sich über die Ausläufer des Monte Bollettone oberhalb von Albavilla in einer Höhe von 903 m s.l.m. erstreckt. Es ist vom Dorf Albavilla über eine Fahrstraße von 6 km Länge zu erreichen. Das Gebiet verfügt über Parkplätze und Picknickplätze, Restaurants und Schutzhütten.
- Der Monte Bollettone, erreichbar über die Alpe del Viceré, ist ein beliebter Aussichtspunkt.
- Das Buco del piombo, eine natürliche Höhle im Gemeindegebiet von Erba (Lombardei), ist eine paläolithische Siedlungsstätte, erreichbar sowohl von Albavilla als auch von der Alpe Del Viceré.
- Der See von Alserio ist ein bedeutendes Feuchtbiotop mit endemischen Pflanzen und einer artenreichen Fauna von Amphibien und Wasservögeln.